# ليونيل فيتال
ليونيل فيتال (بالإنجليزية: Lionel Vital)‏ هو لاعب كرة قدم أمريكية ولاعب كرة قدم كندية أمريكي، ولد في 15 يوليو 1963 في لورياوفيل في الولايات المتحدة.

## وصلات خارجية
- ليونيل فيتال على موقع مرجع كرة القدم المحترفة.كوم (الإنجليزية)